# Sisyropa alypiae
Sisyropa alypiae är en tvåvingeart som beskrevs av Sellers 1943. Sisyropa alypiae ingår i släktet Sisyropa och familjen parasitflugor. Inga underarter finns listade i Catalogue of Life.